# Yves Hernot
Yves Hernot est le nom de deux sculpteurs, père et fils, qui, entre 1844 et 1929, ont dirigé l'« Atelier de sculpture Yves Hernot » à Lannion, en Bretagne, spécialisé dans la création de calvaires et de tombeaux.

## Yves Hernot père (1820-1890)
Son père, Jean Hernot (vers 1793-1857) était maçon à Plouaret et sa mère s'appelait Élisabeth Thos ou Thas. il a reçu la grande croix de chevalier de l'ordre de Saint-Grégoire-le-Grand.
Yves Hernot père, né à Plouaret le 14 février 1820 et mort à Lannion le 17 février 1890,  commence par être apprenti maçon en assistant son père dès 1838. Ayant montré un talent pour sculpter la pierre, il est poussé par l'évêque de Saint-Brieuc et par des artistes à se spécialiser. Il ouvre donc un atelier à Lannion en 1844.
Au cours de sa vie, 517 calvaires ont été créés par son atelier. On peut en voir à Caen (cimetière Saint-Jean), Coutances, Saint-Brieuc ou Tréguier. Il réalise aussi de nombreux tombeaux historiés comme celui du dernier évêque de Tréguier, Augustin Le Mintier, et celui de l'amiral et sénateur Jules de Monjaret de Kerjegu.
Moins connu est son talent d'auteur de nombreuses chansons en breton qu'il composait de tête en sculptant et qui étaient imprimées et diffusées sur feuilles volantes pour être chantées par des professionnels dans les rassemblements de population.  Certaines étaient d'inspiration religieuse comme celle qui met en opposition un catholique et un athée, ou une autre qui met en garde contre la présence des protestants, d'autres plus politiques et antirépublicaines, comme celle intitulée Ar Republik gaouiad (La République trompeuse). Ces chansons politiques étaient souvent signées « Ur c'hoz masouner » (« Un vieux maçon »).

## Yves Hernot fils (1861-1929)
Yves Marie Hernot fils (1861 - 1929) a hérité des affaires de son père après la mort de ce dernier en 1890. À cette époque, l'atelier employait plus de 80 travailleurs. Selon lui, son entreprise a créé plus de 440 calvaires, dont les plus importants ont été le calvaire de protestation (dit aussi calvaire de réparation, et construit en protestation contre la statue d'Ernest Renan) à Tréguier et le calvaire des Bretons à Lourdes de Lourdes. Ce dernier a été créé en 1900 comme un cadeau à Lourdes des cinq diocèses bretons : Rennes, Vannes, Quimper, Nantes et Saint-Brieuc. Le monument se compose d'un seul ensemble central de la croix dans un carré de base soulevées à chaque coin dont une statue de l'un des témoins de la crucifixion est placé.
Yves Marie Hernot a également créé des œuvres profanes, notamment la statue d'Abraham Duquesne à Concarneau.
Après la Première Guerre mondiale, l'entreprise a réalisé un très grand nombre de monuments aux morts, parmi lesquels, ceux de Lannion et Plestin-les-Grèves (inauguré en décembre 1923), en collaboration avec son fils cadet, Léon Hernot (1894-1971). Celui-ci a repris l'entreprise quelque temps après la mort de son père, mais elle a cessé son activité en 1932.
Pour mémoire, son fils aîné, Yves François Jean Hernot, né en 1889, a commencé des études d'architecture mais ne les a pas terminées pour cause de maladie.

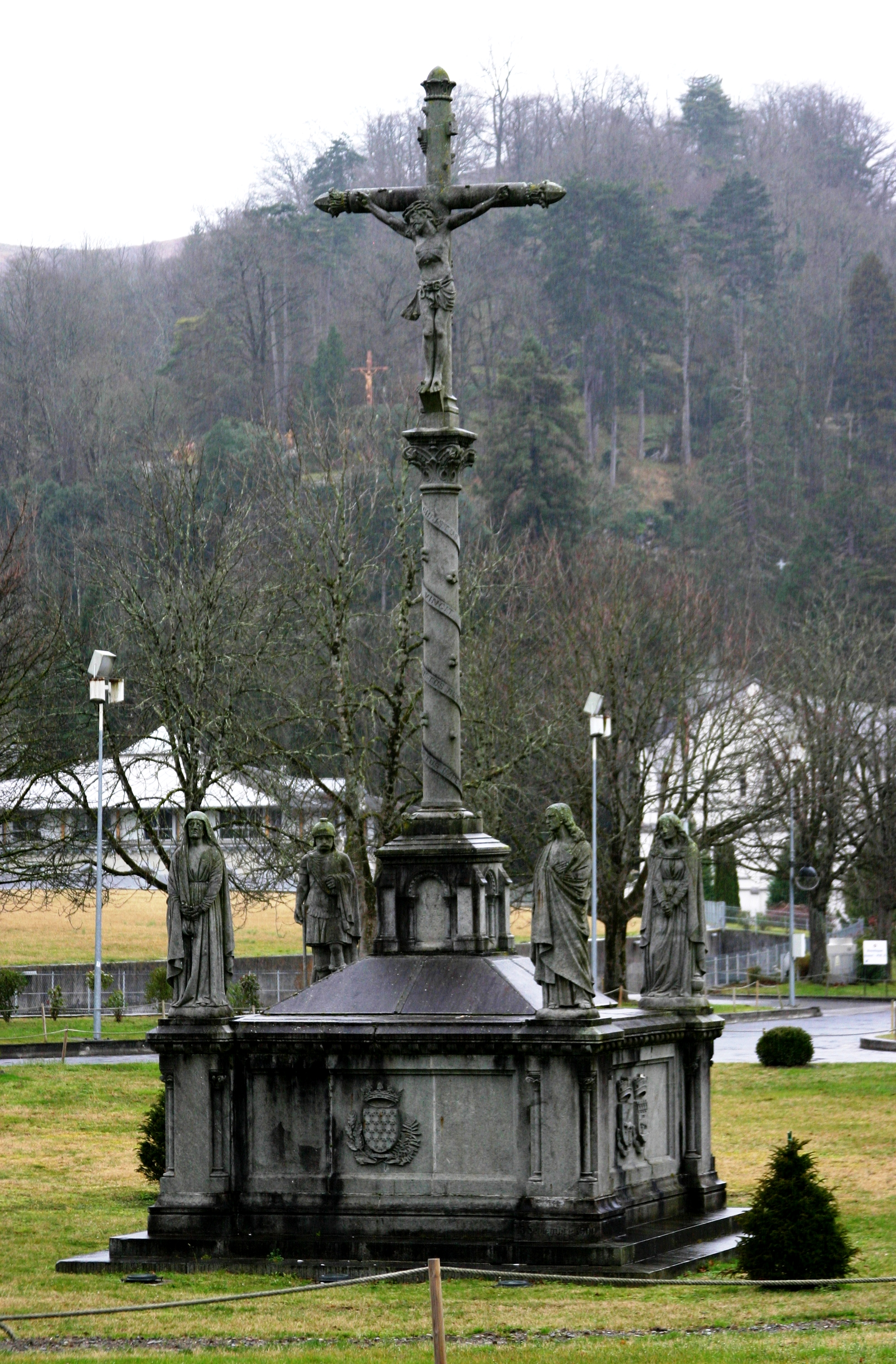
Le calvaire des Bretons de Lourdes.
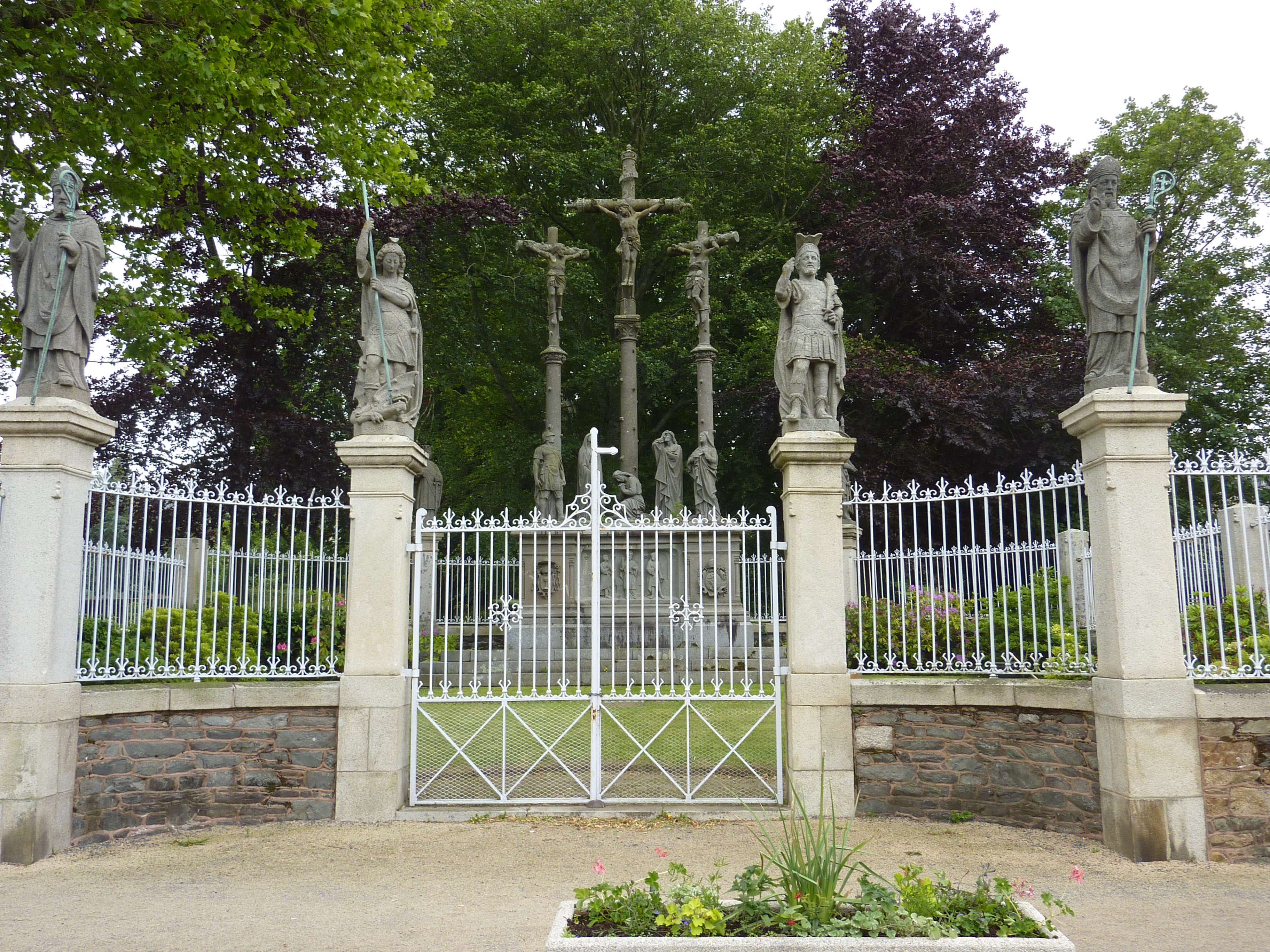
Le calvaire de protestation à Tréguier.
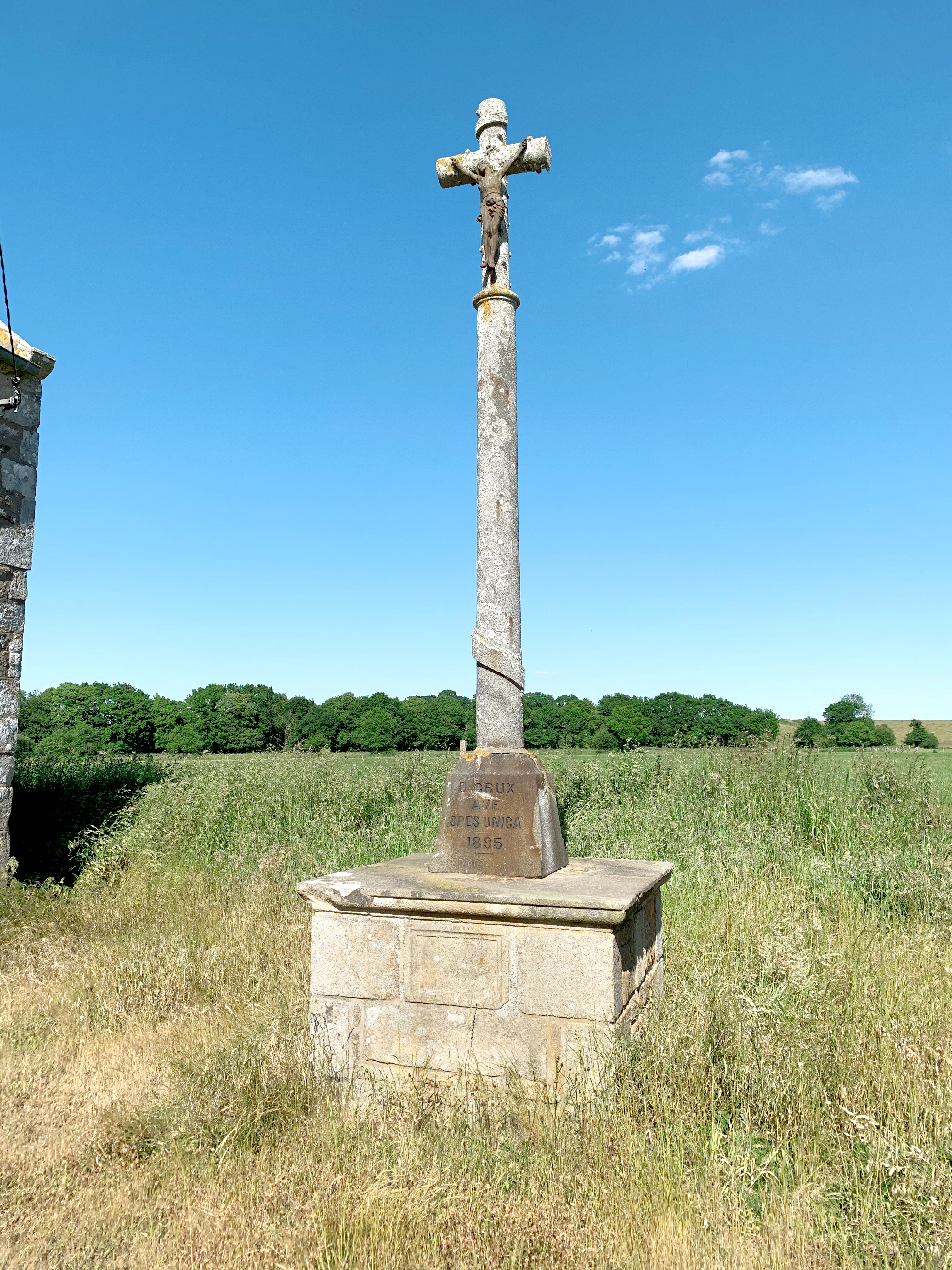
Croix datant de 1895, située près de la chapelle Sainte-Eugénie à Corseul.
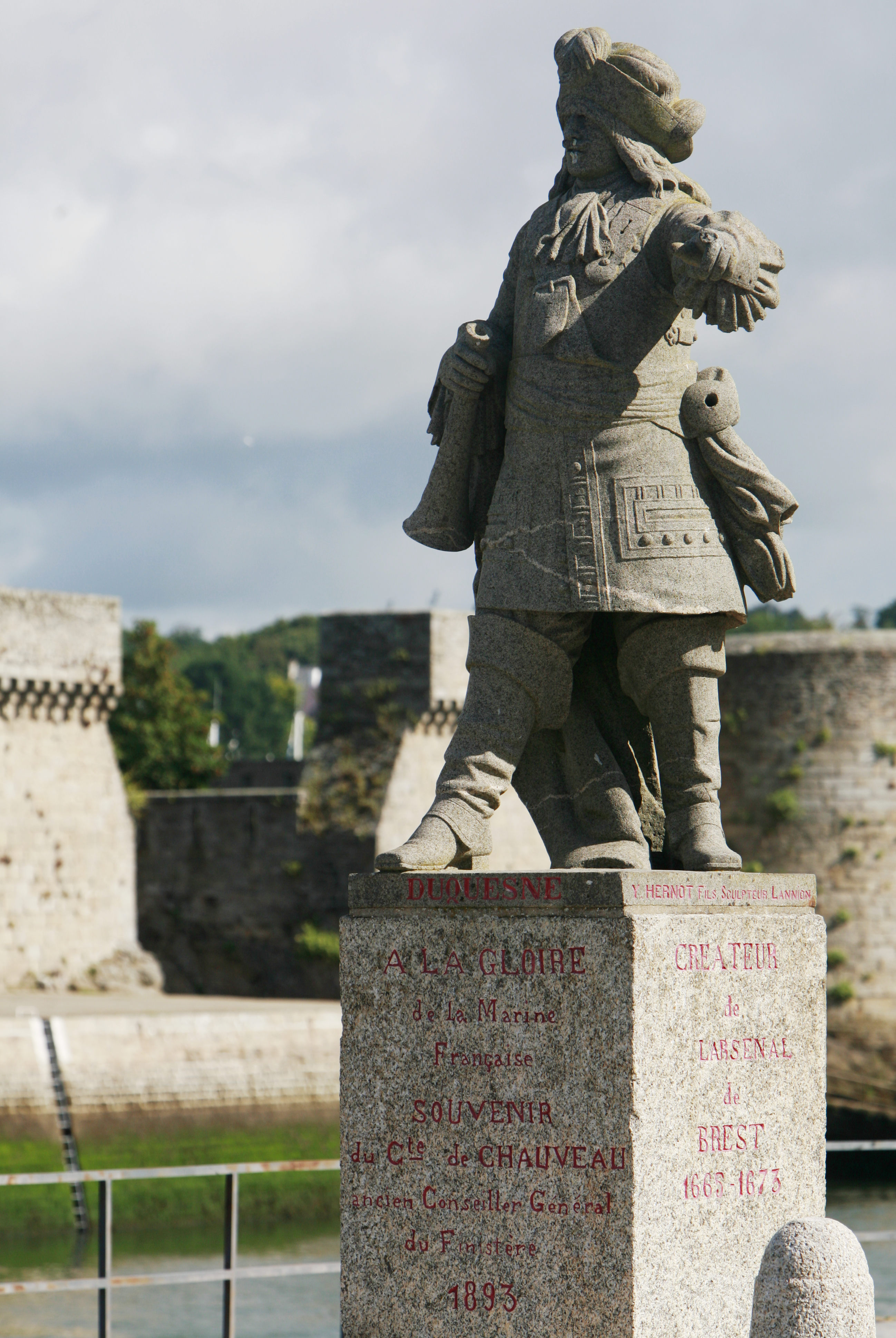
Statue d'Abraham Duquesne à Concarneau.